# Elecciones al Parlamento de Cantabria de 2003

Porcentaje de participación en las elecciones municipales de 2003 por municipios.
>90%
81-90%
71-80%
61-70%
<61%

Las elecciones al Parlamento de Cantabria de 2003 se celebraron el 25 de mayo. El PRC fue el único partido con representación parlamentaria que incrementó su número de escaños en estos comicios. En esta ocasión, no se revalidó el pacto entre PP y PRC, ya que Miguel Ángel Revilla (PRC) exigió la presidencia autonómica como condición sine qua non para un acuerdo. Al negarse el PP a este hecho, y aceptarlo el PSC-PSOE (que había sido segunda fuerza política muy por delante del PRC) se llegó a un acuerdo. De este modo, el PRC y el PSC-PSOE formaron gobierno en esta legislatura. Miguel Ángel Revilla (PRC), del partido menos votado del parlamento regional, fue elegido presidente de Cantabria, mientras que Dolores Gorostiaga, la secretaria general del PSC-PSOE, que había sido segunda en las elecciones solo por detrás del PP, fue nombrada vicepresidenta. El PSC-PSOE se quedó con seis consejerías, dejando al PRC con solo cuatro.

## Resultados
| ← Elecciones al Parlamento de Cantabria de 2003 → |                                                |                             |         |       |         |     |
| Presidente y gobierno | Partido                                        | Candidato                   | Votos   | %     | Escaños | +/- |

Partido más votado en las elecciones autonómicas de 2003 por municipios.
Partido Popular (PP)
Partido Socialista de Cantabria-PSOE (PSC-PSOE)
Partido Regionalista de Cantabria (PRC)

| - Presidente: Miguel Ángel Revilla - Gobierno: PSOE-PRC - Censo: 476.924 - Votantes: 348.377 (73,0%) - Abstención: 128.547 (27,0%) - Válidos: 345.518 - A candidatura: 338.316 | Partido Popular (PP)                           | José Joaquín Martínez Sieso | 146.796 | 43,39 | 18      | -1  |
| - Presidente: Miguel Ángel Revilla - Gobierno: PSOE-PRC - Censo: 476.924 - Votantes: 348.377 (73,0%) - Abstención: 128.547 (27,0%) - Válidos: 345.518 - A candidatura: 338.316 | Partido Socialista Obrero Español (PSOE)       | María Dolores Gorostiaga    | 103.608 | 30,62 | 13      | -1  |
| - Presidente: Miguel Ángel Revilla - Gobierno: PSOE-PRC - Censo: 476.924 - Votantes: 348.377 (73,0%) - Abstención: 128.547 (27,0%) - Válidos: 345.518 - A candidatura: 338.316 | Partido Regionalista de Cantabria (PRC)        | Miguel Ángel Revilla        | 66.480  | 19,65 | 8       | +2  |
| - Presidente: Miguel Ángel Revilla - Gobierno: PSOE-PRC - Censo: 476.924 - Votantes: 348.377 (73,0%) - Abstención: 128.547 (27,0%) - Válidos: 345.518 - A candidatura: 338.316 | Izquierda Unida (IU)                           | Norberto García Moreno      | 12.770  | 3,77  | 0       |     |
| - Presidente: Miguel Ángel Revilla - Gobierno: PSOE-PRC - Censo: 476.924 - Votantes: 348.377 (73,0%) - Abstención: 128.547 (27,0%) - Válidos: 345.518 - A candidatura: 338.316 | Unidad Cántabra (UCn)                          |                             | 5.515   | 1,63  | 0       |     |
| - Presidente: Miguel Ángel Revilla - Gobierno: PSOE-PRC - Censo: 476.924 - Votantes: 348.377 (73,0%) - Abstención: 128.547 (27,0%) - Válidos: 345.518 - A candidatura: 338.316 | Conceju Nacionaliegu Cántabru (CNC)            |                             | 1.670   | 0,49  | 0       |     |
| - Presidente: Miguel Ángel Revilla - Gobierno: PSOE-PRC - Censo: 476.924 - Votantes: 348.377 (73,0%) - Abstención: 128.547 (27,0%) - Válidos: 345.518 - A candidatura: 338.316 | Ciudadanos Independientes de Cantabria (CCIIC) |                             | 817     | 0,24  | 0       |     |
| - Presidente: Miguel Ángel Revilla - Gobierno: PSOE-PRC - Censo: 476.924 - Votantes: 348.377 (73,0%) - Abstención: 128.547 (27,0%) - Válidos: 345.518 - A candidatura: 338.316 | Centro Democrático y Social (CDS)              |                             | 660     | 0,20  | 0       |     |
| - Presidente: Miguel Ángel Revilla - Gobierno: PSOE-PRC - Censo: 476.924 - Votantes: 348.377 (73,0%) - Abstención: 128.547 (27,0%) - Válidos: 345.518 - A candidatura: 338.316 | En blanco                                      | N/A                         | 7.202   | 2,1   | N/A     | N/A |
| - Presidente: Miguel Ángel Revilla - Gobierno: PSOE-PRC - Censo: 476.924 - Votantes: 348.377 (73,0%) - Abstención: 128.547 (27,0%) - Válidos: 345.518 - A candidatura: 338.316 | Nulos                                          | N/A                         |         |       | N/A     | N/A |

### Elección e investidura del Presidente de Cantabria
| Candidato                  | Fecha                                                   | Voto       |    |    |   | Total |
| -------------------------- | ------------------------------------------------------- | ---------- | -- | -- | - | ----- |
| Miguel Ángel Revilla (PRC) | 27 de junio de 2003 Mayoría requerida: Absoluta (20/39) | Sí         |    | 13 | 8 | 21/39 |
| Miguel Ángel Revilla (PRC) | 27 de junio de 2003 Mayoría requerida: Absoluta (20/39) | No         | 18 |    |   | 18/39 |
| Miguel Ángel Revilla (PRC) | 27 de junio de 2003 Mayoría requerida: Absoluta (20/39) | Abstención |    |    |   | 0/39  |